# Arrondissement Bayonne
Das Arrondissement Bayonne (französisch Arrondissement de Bayonne; baskisch Baionako barrutia) ist ein Verwaltungsbezirk im Département Pyrénées-Atlantiques in der französischen Region Nouvelle-Aquitaine.

## Geschichte
Am 4. März 1790 wurde mit der Gründung des Départements Basses-Pyrénées auch ein „Distrikt Ustaritz“ gegründet, der in großen Teilen dem heutigen Arrondissement entsprach. Am 17. Februar 1800 wurde daraus das Arrondissement Bayonne gegründet.
Seit 10. September 1926 wurden Teile des aufgelösten Arrondissements Mauléon dem Arrondissement Bayonne zugeschlagen.
Die neue territoriale Aufteilung der Kantone, definiert durch das Gesetz vom 17. Mai 2013 und auf das Département bezogen durch das Dekret vom 25. Februar 2014, führte 2015 zu einem neuen administrativen Zuschnitt des Départements, bei dem die Zahl der Kantone im Département von 52 auf nunmehr 27 reduziert wurde. Seitdem liegen Gemeinden eines Kantons nicht mehr zwingend in demselben Arrondissement und mehrere Kantone teilen sich auf zwei Arrondissements auf.
Seit dem 1. Januar 2017 umfasst das Arrondissement Bayonne einen Teil der Communauté d’agglomération du Pays Basque.

## Geografie
Das Arrondissement grenzt im Norden an das Arrondissement Dax im Département Landes, im Osten an das Arrondissement Oloron-Sainte-Marie, im Süden an Spanien mit den Provinzen Gipuzkoa und Navarra und im Westen an den Golf von Biskaya.

## Wahlkreise
Im Arrondissement liegen zwölf Wahlkreise (Kantone):
- Kanton Anglet
- Kanton Baïgura et Mondarrain
- Kanton Bayonne-1
- Kanton Bayonne-2
- Kanton Bayonne-3
- Kanton Biarritz
- Kanton Hendaye-Côte Basque-Sud
- Kanton Montagne Basque (mit 30 von 66 Gemeinden)
- Kanton Nive-Adour
- Kanton Pays de Bidache, Amikuze et Ostibarre
- Kanton Saint-Jean-de-Luz
- Kanton Ustaritz-Vallées de Nive et Nivelle

## Gemeinden
Die Gemeinden des Arrondissements Bayonne sind:
- 1. Ahaxe-Alciette-Bascassan (64008)
- 2. Ahetze (64009)
- 3. Aïcirits-Camou-Suhast (64010)
- 4. Aincille (64011)
- 5. Ainhice-Mongelos (64013)
- 6. Ainhoa (64014)
- 7. Aldudes (64016)
- 8. Amendeuix-Oneix (64018)
- 9. Amorots-Succos (64019)
- 10. Anglet (64024)
- 11. Anhaux (64026)
- 12. Arancou (64031)
- 13. Arbérats-Sillègue (64034)
- 14. Arbonne (64035)
- 15. Arbouet-Sussaute (64036)
- 16. Arcangues (64038)
- 17. Arhansus (64045)
- 18. Armendarits (64046)
- 19. Arnéguy (64047)
- 20. Aroue-Ithorots-Olhaïby (64049)
- 21. Arraute-Charritte (64051)
- 22. Ascain (64065)
- 23. Ascarat (64066)
- 24. Ayherre (64086)
- 25. Banca (64092)
- 26. Bardos (64094)
- 27. Bassussarry (64100)
- 28. Bayonne (64102)
- 29. Béguios (64105)
- 30. Béhasque-Lapiste (64106)
- 31. Béhorléguy (64107)
- 32. Bergouey-Viellenave (64113)
- 33. Beyrie-sur-Joyeuse (64120)
- 34. Biarritz (64122)
- 35. Bidache (64123)
- 36. Bidarray (64124)
- 37. Bidart (64125)
- 38. Biriatou (64130)
- 39. Bonloc (64134)
- 40. Boucau (64140)
- 41. Briscous (64147)
- 42. Bunus (64150)
- 43. Bussunarits-Sarrasquette (64154)
- 44. Bustince-Iriberry (64155)
- 45. Cambo-les-Bains (64160)
- 46. Came (64161)
- 47. Caro (64166)
- 48. Ciboure (64189)
- 49. Domezain-Berraute (64202)
- 50. Espelette (64213)
- 51. Estérençuby (64218)
- 52. Etcharry (64221)
- 53. Gabat (64228)
- 54. Gamarthe (64229)
- 55. Garris (64235)
- 56. Guéthary (64249)
- 57. Guiche (64250)
- 58. Halsou (64255)
- 59. Hasparren (64256)
- 60. Hélette (64259)
- 61. Hendaye (64260)
- 62. Hosta (64265)
- 63. Ibarrolle (64267)
- 64. Iholdy (64271)
- 65. Ilharre (64272)
- 66. Irissarry (64273)
- 67. Irouléguy (64274)
- 68. Ispoure (64275)
- 69. Isturits (64277)
- 70. Itxassou (64279)
- 71. Jatxou (64282)
- 72. Jaxu (64283)
- 73. Juxue (64285)
- 74. La Bastide-Clairence (64289)
- 75. Labets-Biscay (64294)
- 76. Lacarre (64297)
- 77. Lahonce (64304)
- 78. Lantabat (64313)
- 79. Larceveau-Arros-Cibits (64314)
- 80. Larressore (64317)
- 81. Larribar-Sorhapuru (64319)
- 82. Lasse (64322)
- 83. Lecumberry (64327)
- 84. Lohitzun-Oyhercq (64345)
- 85. Louhossoa (64350)
- 86. Luxe-Sumberraute (64362)
- 87. Macaye (64364)
- 88. Masparraute (64368)
- 89. Méharin (64375)
- 90. Mendionde (64377)
- 91. Mendive (64379)
- 92. Mouguerre (64407)
- 93. Orègue (64425)
- 94. Orsanco (64429)
- 95. Osserain-Rivareyte (64435)
- 96. Ossès (64436)
- 97. Ostabat-Asme (64437)
- 98. Pagolle (64441)
- 99. Saint-Esteben (64476)
- 100. Saint-Étienne-de-Baïgorry (64477)
- 101. Saint-Jean-de-Luz (64483)
- 102. Saint-Jean-le-Vieux (64484)
- 103. Saint-Jean-Pied-de-Port (64485)
- 104. Saint-Just-Ibarre (64487)
- 105. Saint-Martin-d’Arberoue (64489)
- 106. Saint-Martin-d’Arrossa (64490)
- 107. Saint-Michel (64492)
- 108. Saint-Palais (64493)
- 109. Saint-Pée-sur-Nivelle (64495)
- 110. Saint-Pierre-d’Irube (64496)
- 111. Sames (64502)
- 112. Sare (64504)
- 113. Souraïde (64527)
- 114. Suhescun (64528)
- 115. Uhart-Cize (64538)
- 116. Uhart-Mixe (64539)
- 117. Urcuit (64540)
- 118. Urepel (64543)
- 119. Urrugne (64545)
- 120. Urt (64546)
- 121. Ustaritz (64547)
- 122. Villefranque (64558)

## Neuordnung der Arrondissements 2017

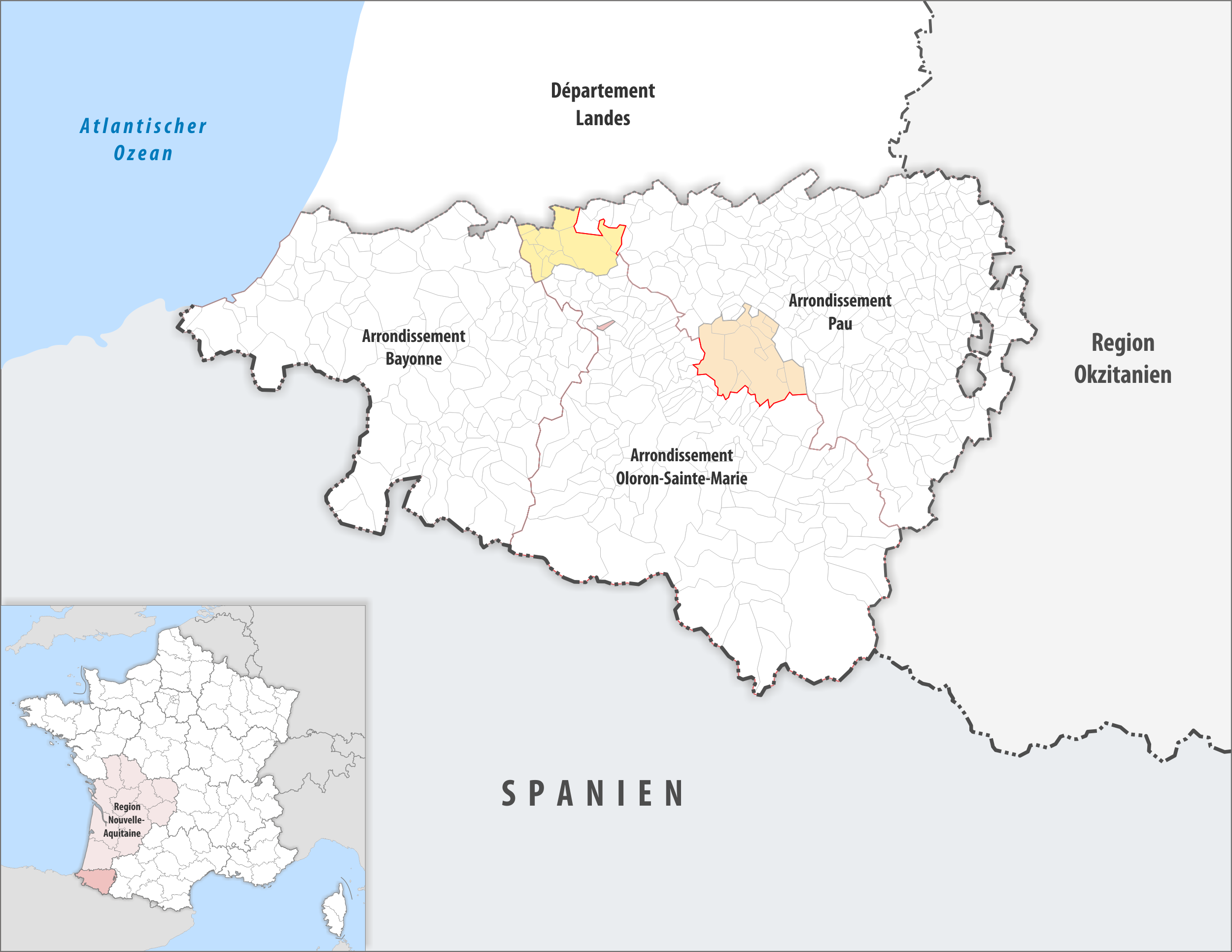
Arrondissementsanpassungen im Jahr 2017

Durch die Neuordnung der Arrondissements im Jahr 2017 wurde aus dem Arrondissement Bayonne die Fläche der Gemeinde Gestas dem Arrondissement Oloron-Sainte-Marie zugewiesen.